# Краснолобая газель
Краснолобая газель, или рыжелобая газель (лат. Eudorcas rufifrons), — вид настоящих антилоп (Antilopinae), неравномерно распространённый через центр Африки от Сенегала до северо-востока Эфиопии.

## Таксономия
Вид Gazella rufifrons описал британский зоолог Джон Эдуард Грей в 1846 году. С получением новых сведений по филогенетике он был перенесён в род Eudorcas.
В настоящее время в синонимику Eudorcas rufifrons часто включается вид Eudorcas rufina (Gazella rufina; рыжая газель). В природе рыжие газели не наблюдались; вид известен только по трём экземплярам неясного происхождения, купленным на рынках Алжира в конце XIX века (вероятно, образцы происходят из областей к югу от Сахары). Ещё в 1936 году рыжая газель считалась скорее всего вымершей; согласно некоторым современным источникам, её вымирание произошло ещё до 1894 года. В обзоре 2008 года IUCN SSC Antelope Specialist Group поместила вид в категорию «Виды, для оценки угрозы которым недостаточно данных». Впрочем, в дальнейшем Красная книга МСОП отказалась от концепции Eudorcas rufina как валидного вида.

## Описание
Длина тела краснолобых газелей составляет 90—110 см, высота в плече — 75—70 см, хвоста — 20—30 см, масса — 25—30 кг. Рога достигают 22—40 см в длину у самцов и 15—40 см у самок.
У представителей обоих полов имеются S-образные изогнутые рога. Тело краснолобых газелей почти полностью светло-красно-коричневое, но снизу и сзади белое. От локтя до задней конечности идёт чёткая, тонкая (2—4 см) чёрная полоска. Морда окаймлена парой белых полос, идущих от глаз к уголку рта. Хвост оканчивается чёрным пучком волос. У самцов рога намного толще, чем у самок, и сильно закручены в кольца.

## Распространение и среда обитания
Краснолобая газель обитает на территории Буркина-Фасо, Камеруна, Центральноафриканской Республики, Чада, Эритреи, Эфиопии, Мали, Мавритании, Нигера, Нигерии, Сенегала, Южного Судана и Судана. Вымерла в Гане. Населяет полузасушливые луга, саванны, саванновые леса и участки, покрытые кустарниками. Может адаптироваться к обширным пастбищам и заброшенным сельскохозяйственным угодьям, где есть растительное покрытие. Газели сезонно перемещаются между разными средами обитания.